# Sefa Ponsatí i Brancós
Sefa Ponsatí i Brancós (la Bisbal d'Empordà, 1942) és una educadora catalana, especialment en l'àmbit de la cinematografia.
De joveneta anà a Barcelona a estudiar belles arts, disseny, teatre i cinema. Es va iniciar com a conductora de tallers de cinema i va escriure articles de cine a la revista Imagen i sonido del 1963 al 1975. El 1968 va entrar a formar part de Col·lecció Cinematogràfica Catalana (COCICA), dirigida per Miquel Porter i Moix i Guillemette Huerre Boca. L'exemple del cineclub infantil Faroun Film de Mont-real la va inspirar el 1970 a fundar el col·lectiu audiovisual Drac Màgic.
Durant la dècada del 1990 va estar a Praga, Mont-real, París i Londres, contactant amb gen dedicada al cinema d'animació i al cinema infantil. El 1990 va organitzar la I Mostra de Cinema d'Animació Infantil en homenatge a Hermínia Tyrlová, i el seu èxit la impulsa el 1992 a fundar Cinètic, associació especialitzada en difondre el cinema d'animació a les escoles per tal que els nens aprenguin el llenguatge de les imatges. El 1993 va ingressar al Centre Internacional del Film per a la Infància i la Joventut (CIFEJ) i a l'Associació Internacional Film Animació (ASIFA).
Als XI Premis de Cinematografia de la Generalitat de Catalunya va rebre el premi a la millor contribució personal o col·lectiva que incrementi el patrimoni cinematogràfic de Catalunya "per la seva contribució a la difusió del cinema d'animació i l'educació cinematogràfica entre els infants i els joves". Posteriorment també ha organitzat exposicions al Museu del Cinema de Girona i al Museu del Joguet de Catalunya a Figueres.
El 2019 fou nomenada "Bisbalenca de l'any".